# Dimecoenia coltaensis
Dimecoenia coltaensis är en tvåvingeart som beskrevs av Cresson 1935. Dimecoenia coltaensis ingår i släktet Dimecoenia och familjen vattenflugor.
Artens utbredningsområde är Ecuador. Inga underarter finns listade i Catalogue of Life.